# Даже не думай!
«Даже не думай!» — российская молодёжная комедия, снятая в 2002 году. Сиквел — «Даже не думай 2: Тень независимости» (2004). Один из лидеров проката 2003 года.

## Сюжет
Главные герои Марио, Ник и Белый — безработный актёр, спортсмен и работник видеопроката. Даже думая, в подражание героям любимых боевиков, парни с головой бросаются в пучину криминального мира… И выплывают, потому как «новичкам всегда везёт». Но это только в первый раз.

## В ролях
| Актёр                 | Роль                |
| --------------------- | ------------------- |
| Алексей Алексеев      | Марио               |
| Сергей Мухин          | Ник                 |
| Алексей Панин         | Белый               |
| Дельфин               | Лео                 |
| Андрей Панин          | Чернов              |
| Анастасия Цветаева    | Маша                |
| Валерий Николаев      | Мельман             |
| Сергей Габриэлян      | Лёша Киевский       |
| Жан Даниэль           | Жора Большой        |
| Игорь Ясулович        | профессор Тараканов |
| Александр Робак       | Бычко               |
| Саид Дашук-Нигматулин | Южанин              |

## Съёмочная группа
- Автор сценария: Александра Быкова
- Режиссёр: Руслан Бальтцер
- Операторы: Дмитрий Шлыков и Максим Трапо

## Саундтрек
1. «Эй парни» Руки Вверх
2. «Даже не думай» Бонч Бру Бонч
3. «Отвечу за все» Big Black Boots
4. «Три туза» Master Spensor
5. «Бандиско» STDK
6. «Гоп-стоп» Отпетые мошенники
7. «С набитым карманом» White Niggaz
8. «Пара парней (Max Brandt Remix)» Вода
9. «Я хорош!» Братья Улыбайте
10. «Как вдруг» 4 Короля, Мурик
11. «Вот так я развлекаюсь!» Кирпичи
12. «Ни зги» Dolphin
13. «Русский транс» ППК

## Критика
По мнению Сергея Кудрявцева: «Может быть, даже напрасно эта лента режиссёра-дебютанта Руслана Бальтцера рекламировалась как российский аналог криминальных комедий Гая Ричи (вдобавок в фильме не раз поминается Квентин Тарантино). Неизбежное сравнение будет, конечно, не пользу „нашего ответа Чемберлену“». Его оценка фильму — 5,5 из 10. Критик издания «Искусство кино» Елена Кутловская отмечала: «Данный продукт противоположен въедливой работе ума. Фильм, как и вся клубная культура, приятно прост. Им нужно наслаждаться эмоционально, а не рационально. Задача любого подобного феномена — лёгкий (даже изящный) адреналиновый кайф и несколько минут эстетской иронии». Обозреватель Виталий Порецкий в свою очередь заметил: «Руслан Бальтцер действительно не подумал и снял современное молодёжное кино, которое реально может составить конкуренцию… другим отечественным фильмам. Для России „Даже не думай“ — это действительно что-то новенькое».